# Buffalo Bill's
Pour les articles homonymes, voir Buffalo Bill (homonymie).
Buffalo Bill's est un hôtel et casino situé à Primm, dans le Nevada, près de la frontière avec la  Californie. 
L'hôtel compte 1 242 chambres et suites. L'établissement a la particularité d'avoir un parcours de montagnes russes en métal (Desperado). 
Le casino a plus de 1 700 machines à sous, aussi bien que des jeux de table, poker, et jeux de course. Buffalo Bill's est un des Primm Valley Resorts, des hôtels détenus et opérés par Affinity Gaming.

## Histoire
Le casino ouvrit en 1994 avec 592 chambres d'hôtel et avec des méga montagnes russes : Desperado, hautes de 63,7 mètres[…]. Une nouvelle tour fut ajoutée l'année suivante.
Un train assure la connexion avec les hôtels Primadonna et Whiskey Pete's.
En 2007, Herbst Gaming rachète le Buffalo Bill's à MGM Resorts pour $400 millions. Herbst se déclare en faillite deu ans plus tard, puis devient Affinity Gaming en 2011.
En mars 2020, le casino ferme pour ne rouvrir que trois ans plus tard, en janvier 2023.

## Dans la culture populaire
Le casino apparaît dans le jeu vidéo Fallout: New Vegas sous le nom de Bison Steve Hotel, reconnaissable notamment par ses montagnes russes.